# Хальфин, Ибрагим Исхакович
 Ибрагим Исхакович Хальфин (Исаевич) (20 апреля 1778, Казанская губерния, Российская империя — 13 января 1829, там же) — первый татарский педагог, учитель гимназии, наиболее яркий и талантливый представитель семьи Хальфиных (внук Сагита и сын Исхака Хальфиных).

## Биография
Родился 20 апреля 1778 года в Казанской губернии. Происходил из казанского татарского рода, представители которого выступали в трех поколениях преподавателями татарского языка в Казани. Ибрагим Хальфин получив местное мусульманское образование с августа 1800 года служил учителем татарского языка в казанской гимназии, с 1801 года занимая и должность цензора Азиатской типографии. 26-го июля 1812 года назначен в Казанский университет лектором татарского языка. 11 августа 1823 года избран и 17-го сентября утверждён адъюнктом-профессором восточной словесности. Умер на службе 13-го января 1829 года

## Труды и изучение
- Азбука и грамматика татарского языка, с правилами арабского чтения 1778 года.
- Изучение «Дафтар-и-Чингиз-наме»[2].Азбука и грамматика татарского языка составленная дедом Ибрагима Хальфина, Сагитом Хальфиным 1778 года